# Stormyrtjärnen (Älvsby socken, Norrbotten)
Stormyrtjärnen är en sjö i Älvsbyns kommun i Norrbotten och ingår i Piteälvens huvudavrinningsområde.